# Kasztelania trocka
Kasztelania trocka – kasztelania mieszcząca się niegdyś w województwie trockim, z siedzibą (kasztelem) w Trokach.

## Kasztelanowie troccy
| Imię i nazwisko                 | Okres urzędowania         | p.    |
| ------------------------------- | ------------------------- | ----- |
| Jan Sunigajło                   | 1413 - 1433               | [ 3 ] |
| Jan Kieżgajło                   | 1477 - 1477               | [ 4 ] |
| Michał Montowtowicz             | (już w 1477?) 1482 - 1486 | [ 4 ] |
| Mikołaj Radziwiłłowicz          | (już w 1486?) 1488 - 1491 | [ 4 ] |
| Jan Jurjewicz Zabrzeziński      | 1492 - 1498               | [ 4 ] |
| Stanisław I Kieżgajło           | 1499 - 1522               | [ 4 ] |
| Jan Mikołajewicz Radziwiłł      | 1522 - 1522               | [ 4 ] |
| Jerzy Radziwiłł                 | 1514 - 1527               | [ 4 ] |
| Stanisław II Kieżgajło          | (już w 1527?) 1528 - 1532 | [ 4 ] |
| Piotr Ciechanowiecki            | 1532 - 1534               | [ 4 ] |
| Hieronim Chodkiewicz            | 1544 - 1559               | [ 4 ] |
| Grzegorz Chodkiewicz            | 1559 - 1564               | [ 4 ] |
| Stefan Andrejewicz Zbaraski     | 1564 - 1566               | [ 4 ] |
| Jerzy Chodkiewicz               | 1566 - 1569               | [ 4 ] |
| Eustachy Wołłowicz              | 1569 - 1579               | [ 4 ] |
| Krzysztof I Mikołaj Radziwiłł   | 1579 - 1584               | [ 4 ] |
| Jan Hlebowicz                   | 1585 - 1586               | [ 4 ] |
| Mikołaj VII Krzysztof Radziwiłł | 1586 - 1590               | [ 4 ] |
| Aleksander Proński              | 1591 - 1595               | [ 4 ] |
| Mikołaj Stanisławowicz Talwosz  | 1596 - 1598               | [ 4 ] |
| Jerzy III Radziwiłł             | 1600 - 1613               | [ 4 ] |
| Jan V Jerzy Radziwiłł           | 1613 - 1625               | [ 4 ] |
| Albrecht I Radziwiłł            | 1626 - 1633               | [ 4 ] |
| Krzysztof Chodkiewicz           | 1633 - 1636               | [ 4 ] |
| Mikołaj Kiszka                  | 1636 - 1640               | [ 4 ] |
| Andrzej Sapieha                 | 1641 - 1644               | [ 4 ] |
| Jan Anzelm Wilczek              | 1644 - 1649               | [ 4 ] |
| Aleksander Ogiński              | 1649 - 1667               | [ 4 ] |
| Jan Kęsztort                    | 1667 - 1670               | [ 4 ] |
| Jan Kopeć                       | 1670 - 1681               | [ 4 ] |
| Cyprian Brzostowski             | 1680 - 1684               | [ 4 ] |
| Jan Kierdej                     | 1684 - 1685               | [ 4 ] |
| Józef Słuszko                   | 1685 - 1685               | [ 4 ] |
| Stanisław Orda                  | 1685 - 1689               | [ 4 ] |
| Kazimierz Władysław Sapieha     | 1689 - 1697               | [ 4 ] |
| Marcin Kirszensztein            | 1697 - 1700               | [ 4 ] |
| Michał Kociełł                  | 1700 - 1703               | [ 4 ] |
| Kazimierz Pociej                | 1703 - 1705               | [ 4 ] |
| Jan Brzostowski                 | 1705 - 1710               | [ 4 ] |
| Mikołaj Ogiński                 | 1711 - 1715               | [ 4 ] |
| Jan Fryderyk Sapieha            | 1716 - 1735               | [ 4 ] |
| Michał Kazimierz Radziwiłł      | 1735 - 1737               | [ 4 ] |
| Antoni Sapieha                  | 1737 - 1739               | [ 4 ] |
| Aleksander Pociej               | 1740 - 1742               | [ 4 ] |
| Michał Massalski                | 1742 - 1744               | [ 4 ] |
| Tadeusz Franciszek Ogiński      | 1744 - 1770               | [ 4 ] |
| Konstanty Plater                | 1770 - 1778               | [ 4 ] |
| Andrzej Ogiński                 | 1778 - 1783               | [ 4 ] |
| Józef Radziwiłł                 | 1784 - 1788               | [ 4 ] |
| Tadeusz Billewicz               | 1788 - 1788               | [ 4 ] |
| Kazimierz Plater                | 1790 - 1793               | [ 4 ] |
| Józef Plater                    | 1793 - 1795               | [ 4 ] |